# Église Saint-Vitalis à Włocławek
 (juin 2020).
Le contenu est difficilement compréhensible vu les erreurs de traduction, qui sont peut-être dues à l'utilisation d'un logiciel de traduction automatique.

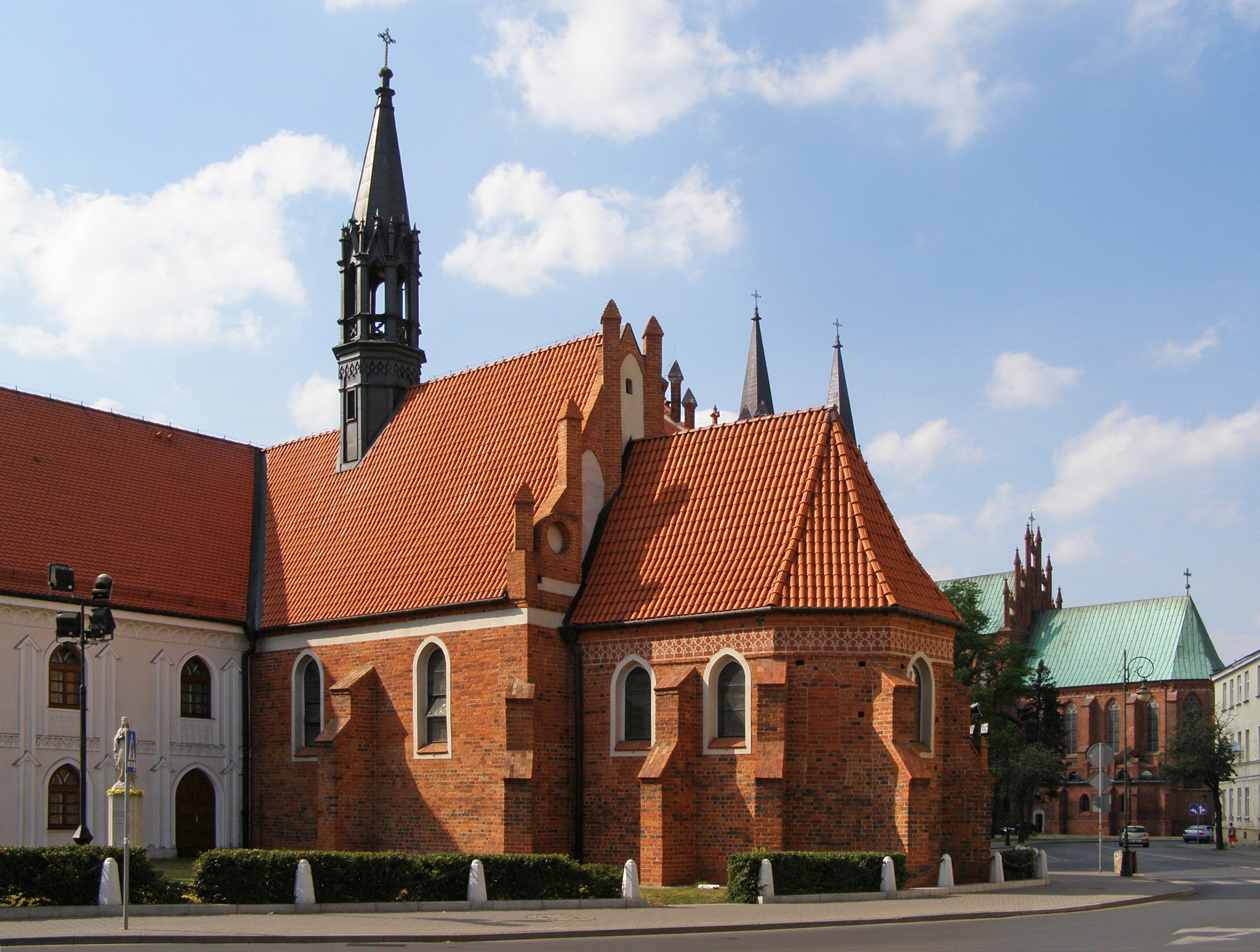
Église de Saint-Vital de Włocławek

L’église de Sanit-Vital de Włocławek - dans les années 1330-1411 a fonctionné comme une cathédrale de substitution, maintenant c'est l'église du Séminaire théologique supérieur et le plus ancien monument de Włocławek.  

## Architecture
L'église a été construite dans le style gothique, en briques brûlées. C'est le bâtiment d'une seule nef, avec le presbytère rectangulaire séparé, fermé de façon polygonale, s'inclinant de l'axe vers la gauche, ce qui ressemble à la position de Jésus mourant sur la croix. À l'intérieur se trouve la voûte sur croisée d'ogives 

## Histoire

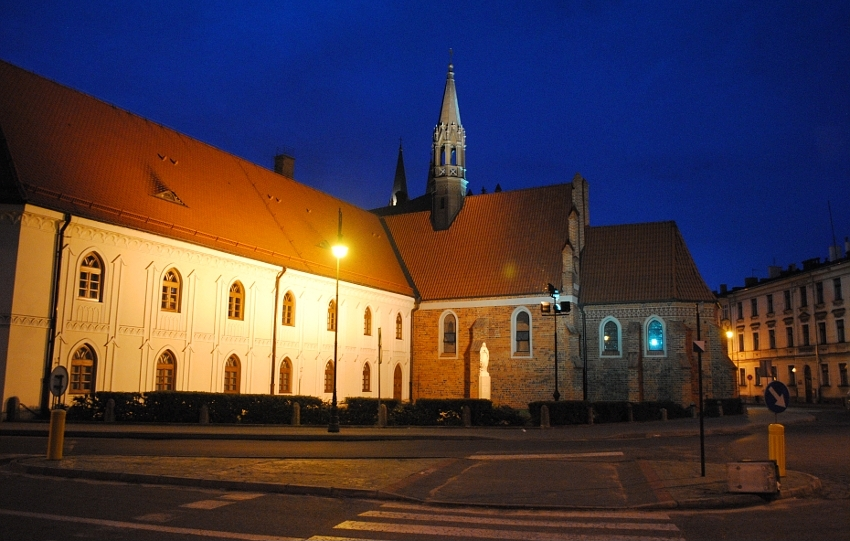
Illumination

Le temple a été fondé par l'évêque Maciej de Gołańcza en 1330, juste après la destruction de Włocławek et l'incendie de l'ancienne cathédrale sur la Vistule par les Chevaliers Teutoniques en 1329. Dans les années 1330-1411, c'est-à-dire jusqu'à l'achèvement définitif de la nouvelle basilique de la cathédrale, l'église de Saint-Vital a fonctionné comme une cathédrale temporaire. Elle a ensuite été mise en service par l'hôpital (un refuge) qui était situé à proximité. Avec l'hôpital, l'église était dépendante du chapitre de la cathédrale qui était réticent à prendre cet engagement, estimant que puisque l'évêque avait construit l'église, ses successeurs devaient essayer de la garder. Mais les évêques n'étaient pas non plus intéressés par le maintien de l'église. En raison de l'absence des rénovations, l'église a été rapidement détruite. Déjà au XVe siècle, elle était complètement en ruine, dépouillée de tout et nécessitait une restauration complète.     
L'évêque Władysław Oporowski a annoncé une collecte pour l'église St Vital, en désignant en même temps une indulgence spéciale pour les donateurs à cette fin. Toutefois, rien ne permet de savoir si la rénovation prévue a été effectuée à ce moment-là. Des sources indiquent qu'environ 100 ans plus tard, dans les années 1534-1544, le chanoine Tobiasz Janikowski a rénové toute l'église à ses propres frais et a remplacé une voûte gothique en bois par une voûte en briques. Cette voûte en briques a survécu jusqu'à aujourd'hui. 

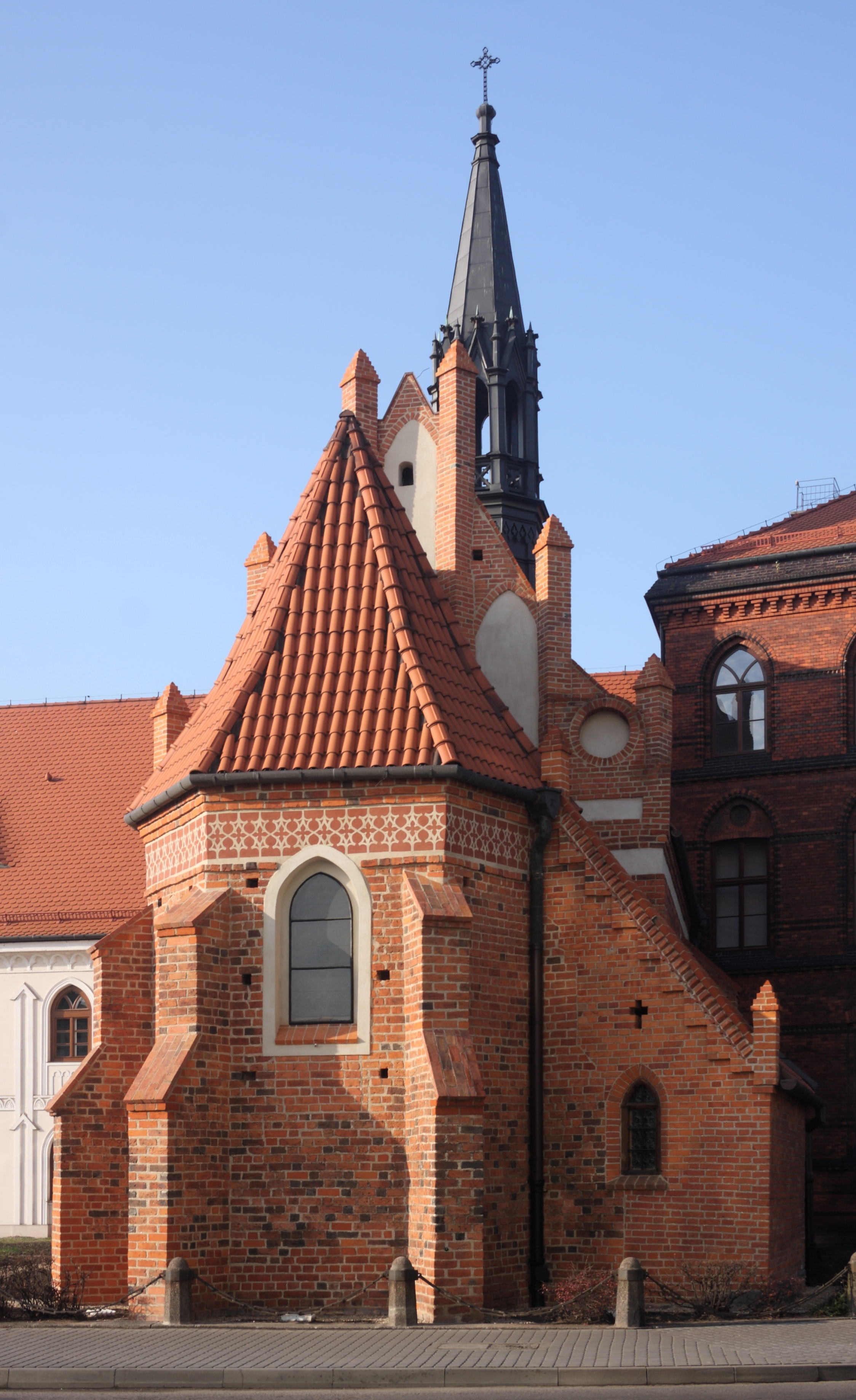

Le séminaire, fondé en 1569, a occupé l'église de St Vital et une partie des bâtiments de l'hôpital. Cependant, l'église se trouvait à part, à une certaine distance des bâtiments du séminaire et était entourée d'un cimetière clôturé. Après 1717, une petite sacristie a été ajoutée au côté nord du presbytère et la tour a été transformée en clocheton.  
En 1843, un nouveau pavillon de séminaire a été construit, dans lequel l'église de Saint-Vital a été incorporée. Depuis lors, l'entrée se fait directement par le couloir du séminaire. Mais l'église était encore ouverte aux fidèles. Ce n'est qu'en 1866 qu'elle est devenue la propriété exclusive du séminaire (les fidèles s'y réunissaient uniquement pour l'indulgence de Saint Vital, le deuxième dimanche de mai et parfois en d'autres occasions).  
Au cours des XIXe et XXe siècles, l'église de St. Vital a été plusieurs fois rénovée, peinte et sa décoration intérieure a été modifiée. 
Dans les années 1851-1853, l'église a été restaurée sous la direction du préfet du séminaire, le père Franciszek Płoszczyński. L'ancienne tour quadrilatérale a été tapissée par une tôle de fer, avec la copule couverte par une feuille de cuivre, les murs intérieurs ont été réparés et plâtrés. En 1888, la tour en ruine a été démolie et une nouvelle, dans le style gothique, conçue par Konstanty Wojciechowski, a été érigée et recouverte de tôle de cuivre. L'église a été peinte (polychrome) dans les années : 1854, 1873, 1895. Les autels et les peintures qui les ornent ont souvent été changés. Habituellement, il y avait un autel principal et deux autels latéraux. En 1880, des vitraux colorés ont été placés dans quatre fenêtres, mais ceux-ci ont été remplacés par du verre blanc en 1903, probablement pour obtenir un meilleur éclairage naturel de l'église.
Dans les années 1930-1934, l'église a été restaurée à nouveau. Les plâtres intérieurs ont été enlevés et de nouveaux plâtres ont été mis en place ; des nervures, partiellement coupées à l'époque baroque, sont achevées et laissées en brique « vivante » ; l'ancien chœur a été fermé et un nouveau a été créé dans la partie du couloir du séminaire adjacente à l'église ; des parties en plâtre de l'extérieur des murs ont été découvertes ; un précieux triptyque gothique datant d'environ 1460 a été placé dans l'autel principal. En 1936, les nouveaux organes fabriqués par une entreprise de S. Truszyński de Włocławek ont été installés et sont toujours utilisés aujourd'hui.      
Pendant l'occupation, l'église était considérée comme allemande et était utilisée pour les services du dimanche aux soldats allemands qui séjournaient dans un hôpital de guerre aménagé dans un bâtiment de séminaire.   

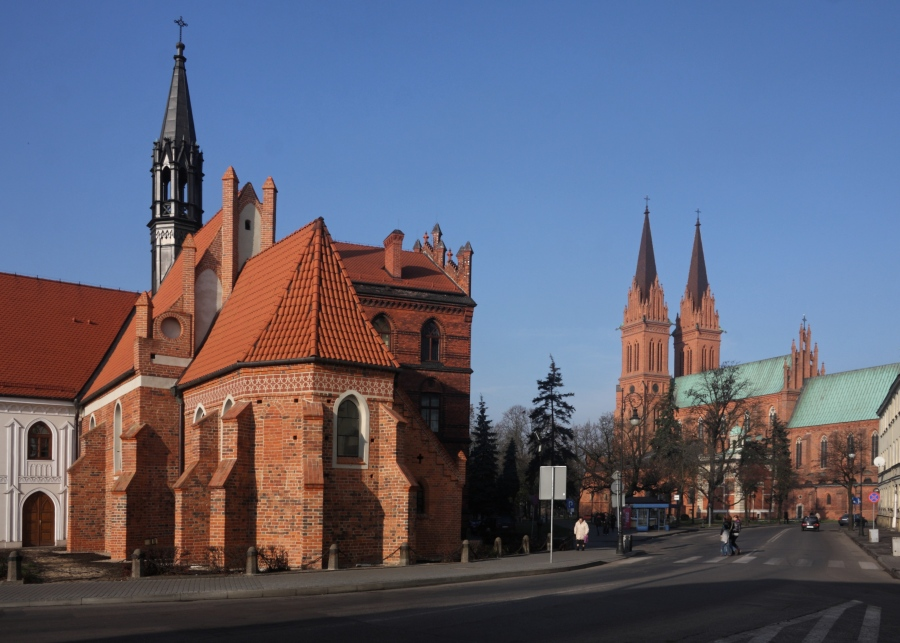

Dans les années 1971-1972, la dernière restauration complète de l'église a été effectuée. Un nouveau toit en céramique a été posé, les briques pourries des murs ont été remplacées et les éléments décoratifs extérieurs ont été reconstruits. Grâce à ces modifications, deux portails gothiques en briques ont retrouvé leur ancien splendeur : l'un encadrant l'entrée principale de l'église (depuis le couloir du séminaire) et l'autre - décorant l'entrée latérale, dans le mur nord. Les ouvertures des fenêtres ont été vitrées avec des soufflages en couronne. Tout le vieux décor de l'église a été enlevé et un nouveau style moderne a été adopté : un autel de granit post-conseil, un autel en bois pour le tabernacle, une chaire, des bancs, des portes, une installation d'éclairage (nouveaux lustres) et une sonorisation. L'église semble maintenant presque austère, mais majestueuse, transparente, sans aucun élément décoratif inutile. De la conception néo-gothique précédente de l'église, il ne reste que la clocheton sur le mur opposé à l'entrée principale de l'église.
En 2000, le toit et la tour ont été remplacés et une nouvelle cloche a été installée. En 2002, l'intérieur de l'église a été rénové et un nouveau système de sonorisation a été installé.
Le temple de St Vital est l'église du Séminaire théologique supérieur à Włocławek.  